# Rusumo (Butaro)
Rusumo ist eine von fünf Zellen (Verwaltungseinheiten 4. Ebene) im Sektor Butaro des Distrikts Burera in der Nordprovinz von Ruanda. Sie liegt auf einer Höhe von etwa 2280 m. Nachbarzellen sind im Nordosten Gatsibo, im Osten Nyamicucu, im Südosten Mubuga, im Süden Kabona, im Westen Kaganda und im Nordwesten Bugamba. Durch die Südhälfte Rusumos verläuft in Ost-West-Richtung die Nationalstraße 21. Von dieser geht nach Süden die Nationalstraße 20 ab. In Rusumo befindet sich das Butaro Hospital. Das 2011 eröffnete Krankenhaus ist das erste im Distrikt Burera.